# Les Surprises d'un héritage
Pour plus de détails, voir Fiche technique et Distribution.
Les Surprises d'un héritage (titre original : 45 Minutes from Broadway) est un film muet américain réalisé par Joseph De Grasse, sorti en 1920.

## Fiche technique
- Titre original : 45 Minutes from Broadway
- Titre français : Les Surprises d'un héritage
- Réalisation : Joseph De Grasse
- Scénario : Isabel Johnston et Bernard McConville, d'après la pièce de George M. Cohan
- Photographie : Chester Lyons
- Montage : Harry Decker
- Direction artistique : Clarence DeWitt
- Société de production : Arthur S. Kane Pictures Corporation  et Charles Ray Productions
- Société de distribution : Associated First National Pictures
- Pays de production :  États-Unis
- Langue originale : anglais
- Format : noir et blanc — 35 mm — 1,33:1 — 6 bobines - Muet

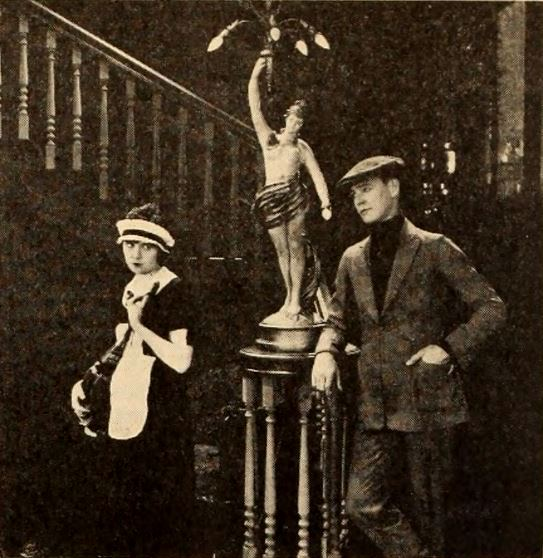
Dorothy Devore et Charles Ray dans une scène du film.

- Dates de sortie :  
  - États-Unis août 1920
  - France 1er août 1924

## Distribution
- Charles Ray : Kid Burns
- Dorothy Devore : Mary Jane Jenkins
- Hazel Howell : Flora Dora Dean
- Eugenie Besserer : Mrs. David Dean
- May Foster : Mrs. Purdy
- Donald MacDonald : Tom Bennett
- Harry Myers : Daniel Cronin
- William Courtright : Andy Gray
- Monte Collins : rôle mineur non crédité